# Ceratispa legalis
Ceratispa legalis es un coleóptero de la familia Chrysomelidae.
Fue descrita científicamente en 1960 por Gressitt.